# ستانت أون مغنتيكس
تأسست شركة ستانت أون مغنتيكس (بالإنجليزية: Stanton Magnetics)‏ لإنتاج الأجهزة السمعية سنة 1946، حيث يفضل مستعملوا الدي جي منتجات الشركة. وهي تابعة كليا لمجموعة inMusic.
كما اشتهرت الشركة كثيرا بإنتاجها للخراطيش المغناطيسية وتعتبر سلسلة 500 لستانت أون من أكبر الخراطيش شعبية في الولايات المتحدة الأمريكية.

## وصلات خارجية
- الموقع الرسمي للشركة بالإنجليزية